# Bălcești (Căpușu Mare), Cluj
Bălcești (în maghiară Balkújtelep) este un sat în comuna Căpușu Mare din județul Cluj, Transilvania, România.

## Imagini

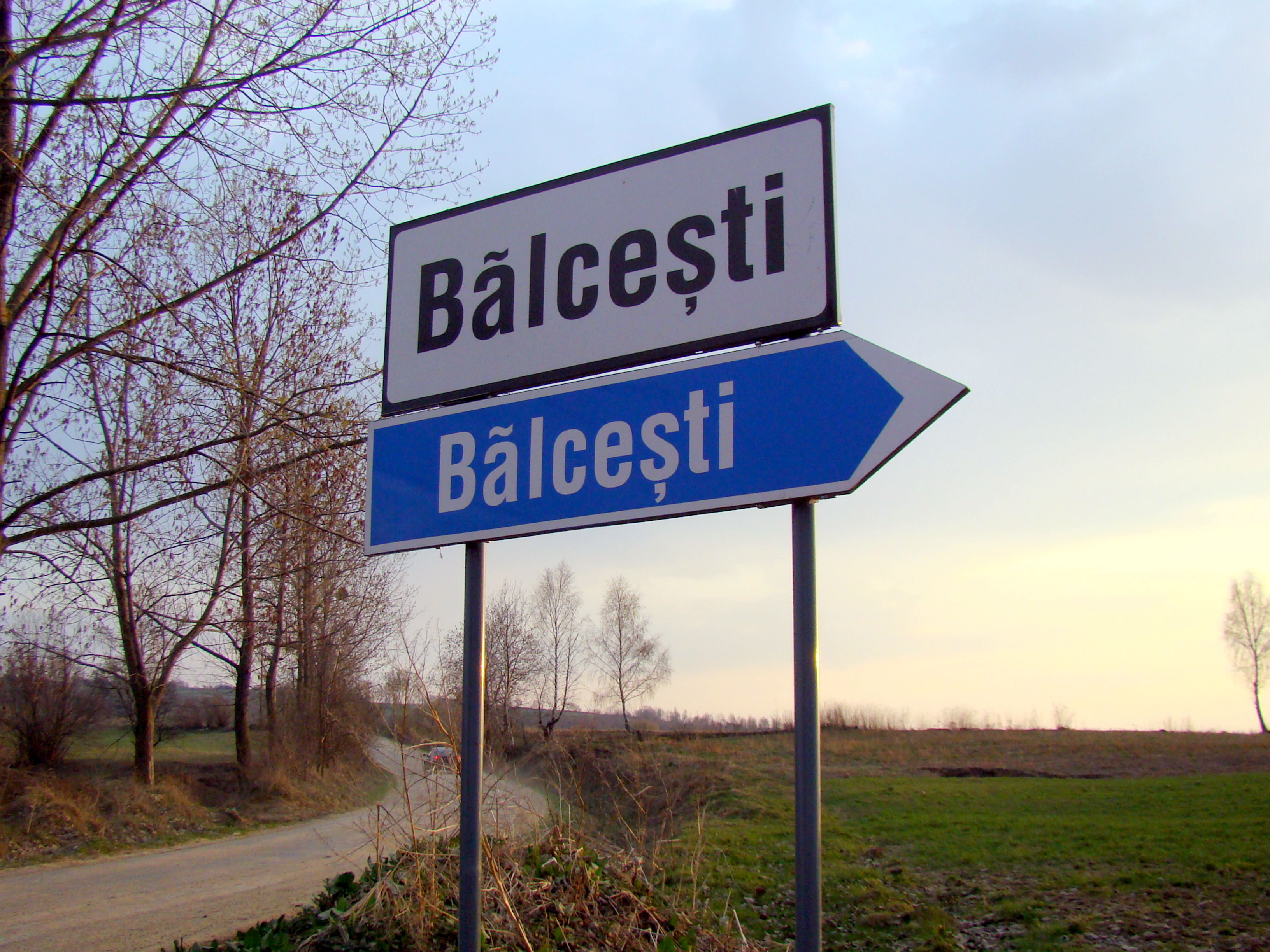
Intrarea în localitate
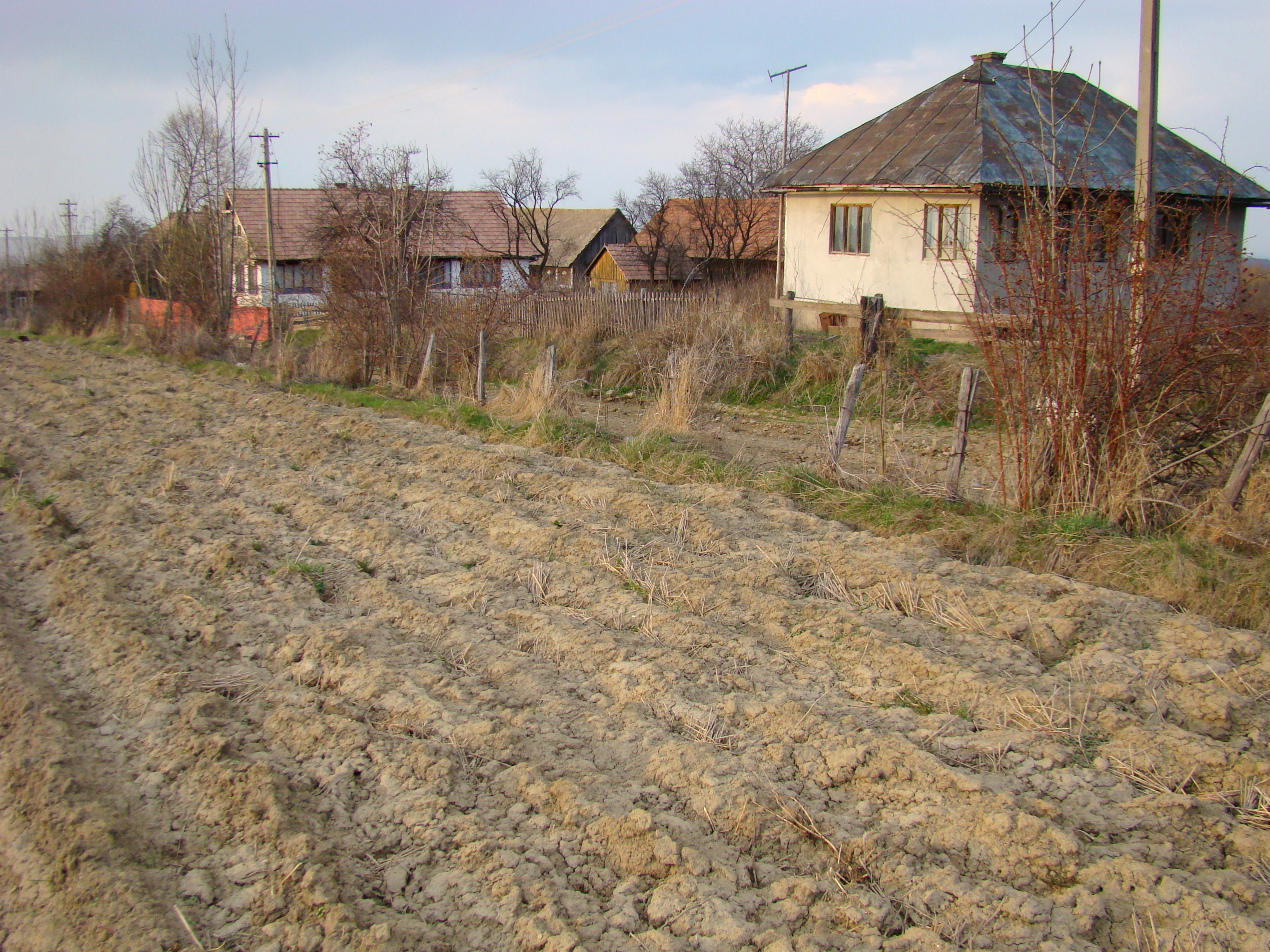
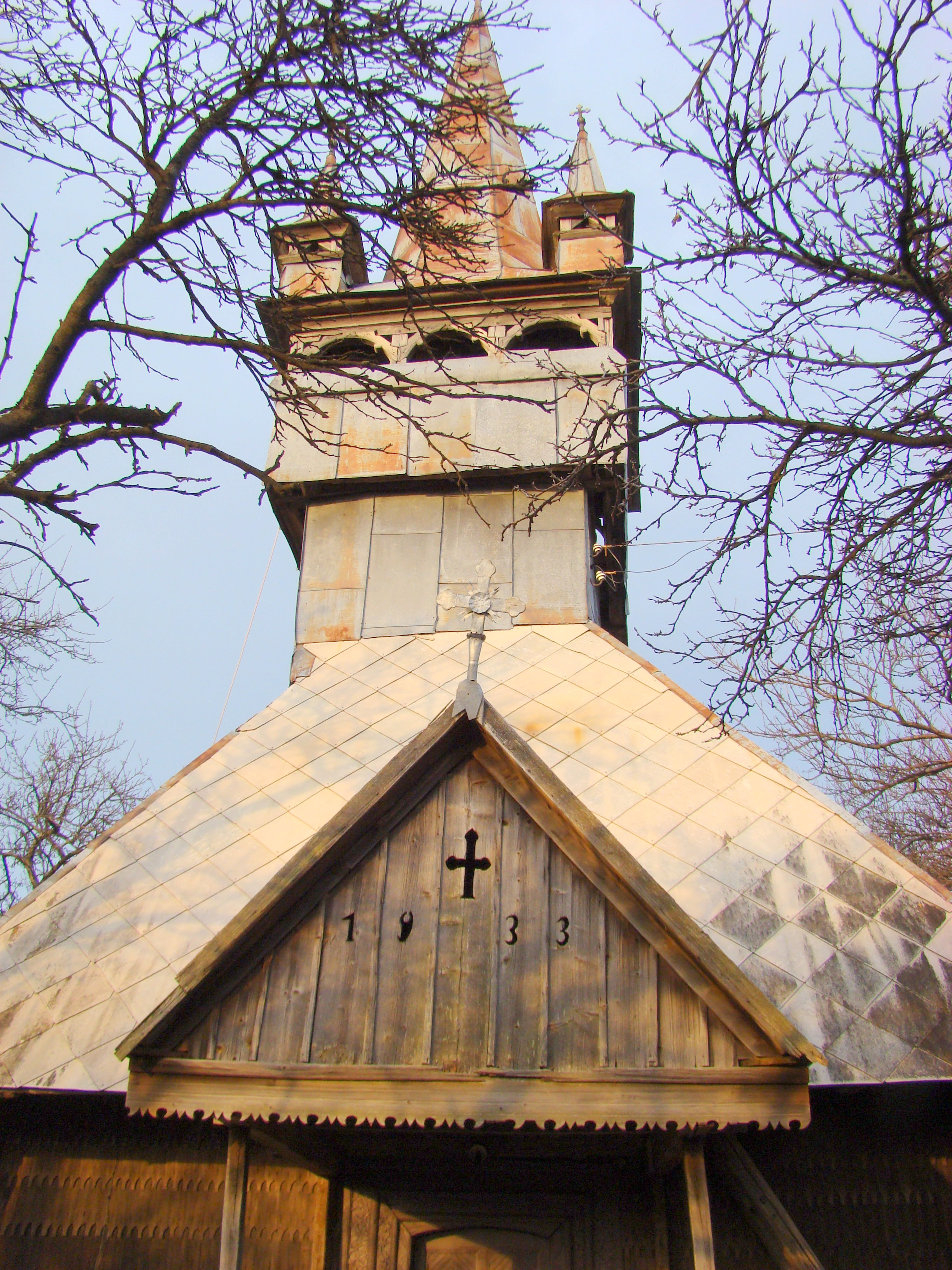
Biserica de lemn din Bălcești
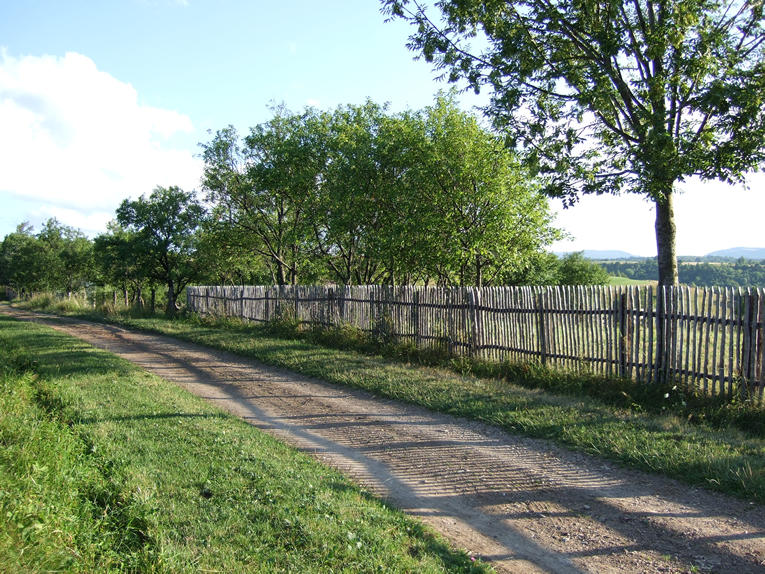
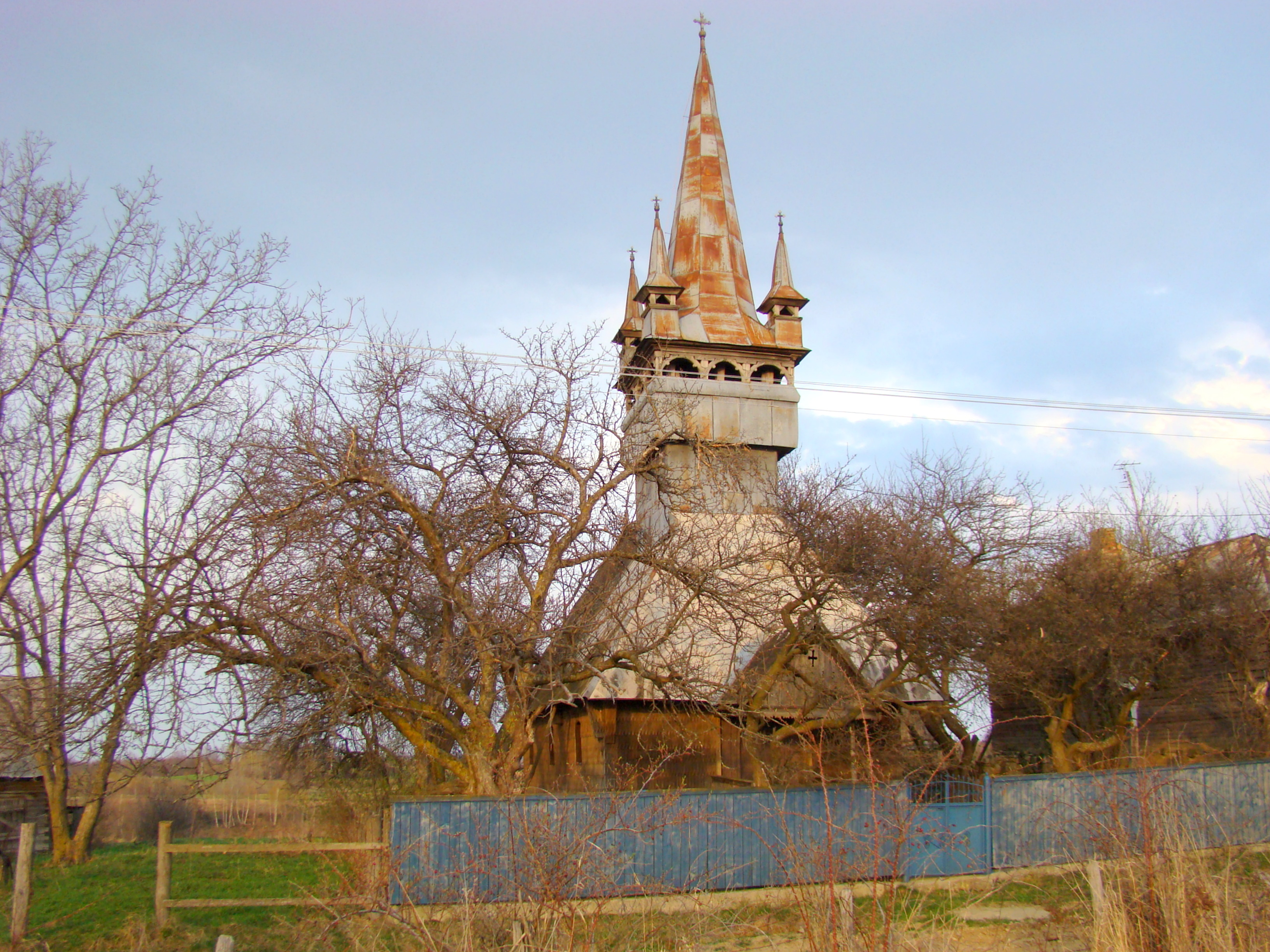
Biserica de lemn din Bălcești
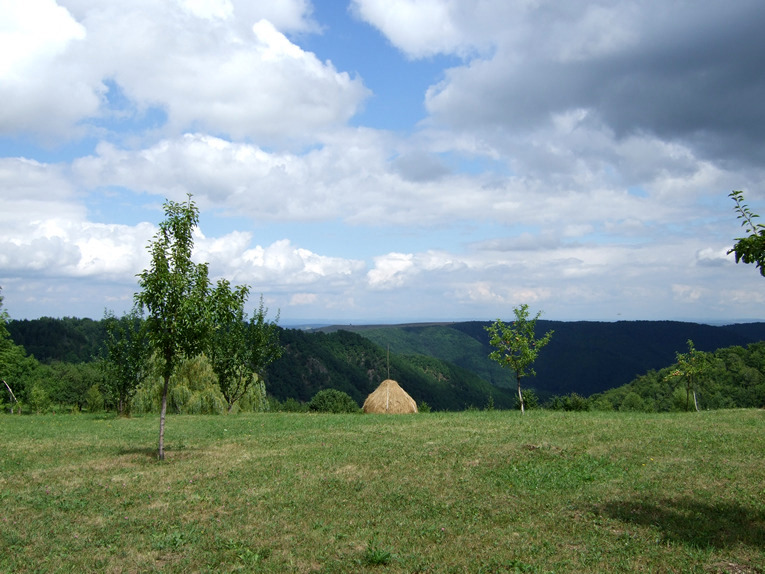